# David Geisser

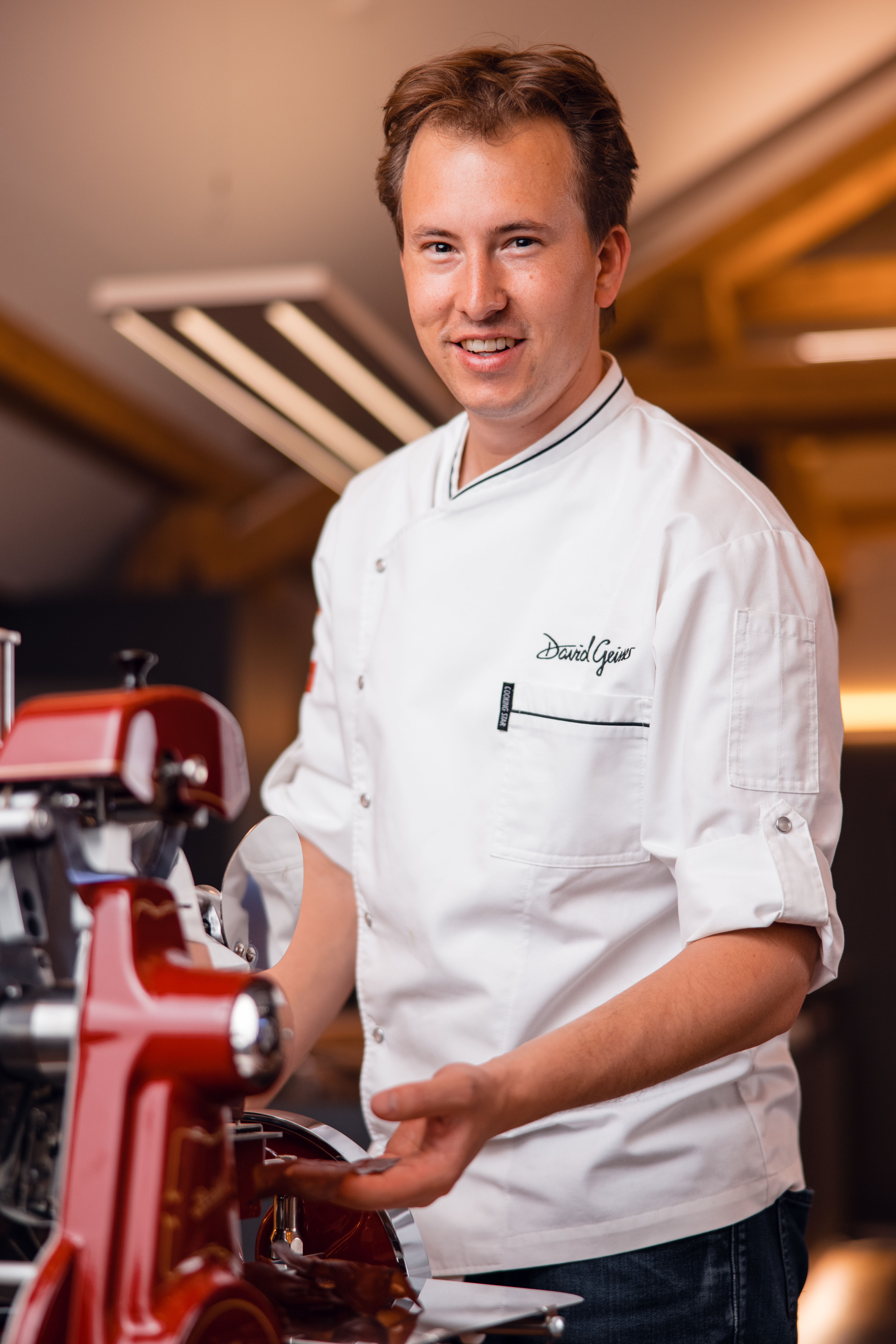
David Geisser

David Geisser (* 5. April 1990 in Zürich, Schweiz) ist ein Schweizer Koch, Autor von Kochbüchern und Unternehmer.

## Leben
David Geisser wuchs zusammen mit seinen Eltern sowie seinen zwei jüngeren Brüdern in Wetzikon ZH auf. Im Alter von achtzehn Jahren gestaltete er mit seiner schulischen Abschlussarbeit ein Kochbuch unter dem Titel Mit 80 Tellern um die Welt. Daraufhin folgten diverse Artikel in Printmedien sowie Fernsehauftritte, unter anderem bei Aeschbacher, dem ZDF Fernsehgarten und der Morning Show FOX and Friends.
Nach 12 Jahren Schule startete er seine Ausbildung als Koch mit einem Praktikum im "Motto del Gallo" und 2009 mit der Lehre im Gault-Millau-Restaurant "il Casale" beim Sternekoch Antonio Colaianni. Ab Februar 2013 stand Geisser in einem zweijährigen Dienst der Päpstlichen Schweizergarde in Rom. 2018 eröffnete err sein eigenes Kochstudio in Wermatswil bei Uster im Zürcher Oberland und heiratete seine langjährige Freundin Selina. Seit 2019 dreht er in seinem Studio die Kochsendung Choche & Gnüsse für TVO. Im Herbst 2021 wurde die 4. Staffel gedreht. Seit 2019 vertreibt er schweizweit in Supermärkten, vor allem in den Migros, seine eigene Produktlinie. 2020 arbeitete er als Gastrotester. Ab Oktober präsentierte er ebenfalls einfache Rezepte und Wissenswertes rund um das Thema Kochen im Format Its cooking Time. Ebenfalls war er im Halbfinale vom grössten Kochwettbewerb der Schweiz «Der Goldene Koch» als Jurymitglied mit dabei. 

## Auszeichnungen
- 2020: German Influencer Award
- 2021: Einer der drei Finalisten des Swiss Influencer Awards
- 2021: Auszeichnung von „The Vatican Christmas Book“ zum „Best Entertaining Book 2021“ (Gourmand World Cookbook Awards).
- 2022: Swiss Influencer Award in der Kategorie Food

## Veröffentlichungen
- 2009: Mit 80 Tellern um die Welt, Guillotine-Verlag, ISBN 978-3-9523058-2-9
- 2012: Durch die Jahreszeiten, Zürcher Oberland Medien, ISBN 978-3-85981-251-2
- 2014: Buon Appetito, Werd-Verlag, ISBN 978-3-03818-016-6, die englische Version The Vatican Cookbook erschien 2016.[6] Es berichteten grosse Medien wie Los Angeles Times, The Washington Post und die französische Gala über dieses Kochbuch.
- 2016: Apéro Riche – Kleine Häppchen erhalten die Freundschaft, Werd-Verlag, ISBN 978-3-85932-798-6[7].
- 2020: Heimat ist dort, wo man gut isst, Werd-Verlag, ISBN 978-3-03922-062-5
- 2020: Vatican Christmas Cookbook, Sophia-Institut, ISBN 978-1-64413-305-7
- 2022: Päpstliche Schweizergarde – Weihnachten im Vatikan, Weber Verlag, ISBN 978-3-03818-414-0